# Steel Mill
Steel Mill war eine US-amerikanische Rockband und frühe Band des amerikanischen Rockmusikers Bruce Springsteen.
Weitere Mitglieder waren die drei späteren E-Street-Band-Mitglieder Vini Lopez, Danny Federici und Steven Van Zandt. Wie auf der Jersey Shore (dem Küstengebiet um New Jersey) traten Steel Mill regelmäßig in Richmond (Virginia), Kalifornien und einem Festival in Nashville (Tennessee) auf. Sie waren die Vorgruppe für Künstler wie Chicago, Boz Scaggs, Grand Funk Railroad, Roy Orbison, Ike & Tina Turner und Black Sabbath. Seit 2004 gibt es Steel Mill Retro, mit der Vini Lopez Springsteen-Songs aus der Steel Mill-Ära spielt und aufnimmt.

## Geschichte

### Vorgeschichte und Gründung
Drei der Gründungsmitglieder der Band (Bruce Springsteen, Vini Lopez, Vinnie Roslin) trafen sich zum ersten Mal am 22. April 1966 bei einem Bandwettbewerb im Matawan-Keyport Roller Drome in Matawan (New Jersey). Roslin war einer der Juroren, während Springsteen und Lopez mit ihren jeweiligen Bands The Castiles und Sonny & The Starfires antraten. Vor der Gründung von Child/Steel Mill spielten sowohl Springsteen als auch Lopez weiter in anderen Bands. Springsteen gründete mit den Ocean County College-Studenten John Graham (Bass) und Michael Burke (Schlagzeug) die Band „Earth“. Später kam noch ein weiteres ehemaliges Castiles-Mitglied, Bob Alfano (Orgel), hinzu. Lopez spielte unterdessen in der Downtown Tangiers Band; u. a. mit Bill Chinnock, Danny Federici und Garry Tallent und danach bei „Moment of Truth“ mit Tallent, Federici und Ricky DeSarno (Gitarre).

### Child
Im Jahr 1968 eröffnete der Upstage Club in der 702 Cookman Avenue in Asbury Park (New Jersey). Dieser Club sollte eine zentrale Rolle in der Geschichte von Bruce Springsteen und der E Street Band wie auch in der von Southside Johnny & the Asbury Jukes spielen. Am 14. Februar 1969 sah Lopez, der auf der Suche nach einem Gitarristen für eine neue Band war, Springsteen bei einem Auftritt mit Earth im Italian American Mens Association Clubhouse in Long Branch (New Jersey). Am 21. Februar trafen sich Lopez, Springsteen, Federici und Roslin im Upstage und gründeten die neue Band namens Child. Kurz darauf wurde Carl „Tinker“ West, ein Surfbrett-Designer und Konzertveranstalter, der ursprünglich aus Kalifornien kam, Manager der Band. Seit März 1969 spielten Child regelmäßig im Pandemonium in Wanamassa (New Jersey). Am 28. Mai waren sie dort Vorgruppe für James Cotton. Child spielten auch am 20. Juli 1969 dort; in der Nacht der ersten bemannten Mondlandung der Apollo 11. Der Club installierte mehrere TV-Monitore speziell für diesen Anlass. Während der Show wandte sich das Publikum ab und widmete seine Aufmerksamkeit Neil Armstrong. Infolgedessen brach die Band mit der Club-Leitung und spielte dort nie wieder. Am 1. November 1969 spielte die Band ihre letzte Show unter dem Namen Child in der Virginia Commonwealth University in Richmond. Kurz darauf mussten sie feststellen, dass eine andere Band aus Long Island (New York) auch den Namen Child nutzte und unter diesem gerade ein Album auf Roulette Records veröffentlicht hatte. Roslin erklärte, dass sie tatsächlich mit der anderen Band gleichen Namens während der Shows in Richmond verwechselt worden waren.

### Steel Mill
Um weitere Verwechslungen zu vermeiden, änderten sie ihren Namen. Neben „Steel Mill“, der von Chuck Dillon (einem Freund von Lopez) vorgeschlagen wurde, standen „Mouse Meat“, „Locomotive“ und „Intergalactic Public Band“ zur Diskussion. Am 21. November 1969 waren sie im Randolph-Macon College Vorgruppe für Chicago und am folgenden Abend für Iron Butterfly am selben Ort. Am 2. Januar 1970 traten Steel Mill im The Matrix and Filmore West in San Francisco bei einem Band-Wettbewerb mit Elvin Bishop, Boz Scaggs und Grin (der Band des späteren E-Street-Gitarristen Nils Lofgren) auf. Am 22. Februar nahmen sie drei Lieder – Goin’ Back to Georgia, The Train Song und He’s Guilty (Send That Boy to Jail) – im Pacific Recording Studio in San Mateo (Californien) für Bill Graham auf, der gerade Fillmore Records gegründet hatte und Steel Mill einen Vertrag anbot, den die Band jedoch ablehnte. Kurz nach der Rückkehr aus San Francisco verließ Roslin Steel Mill. Er spielte sein letztes Konzert mit der Band in der Virginia Commonwealth University am 28. Februar 1970. Er wurde durch Steven Van Zandt ersetzt. Warum genau Roslin die Band verlassen hat, bleibt unklar; es wurde spekuliert, dass seine Zustimmung zu Grahams Vertragsangebot der Anlass war.
Nach ihrer Rückkehr aus Kalifornien spielten Steel Mill weiterhin regelmäßig auf der Jersey Shore und in Richmond, Virginia. Am 13. Juni 1970 waren sie Vorgruppe von Grand Funk Railroad im Ocean Ice Palace in Bricktown, New Jersey. Am 21. Juni spielten sie im Clearwater Swim Club in Atlantic Highlands, New Jersey, mit ihrer Vorgruppe Glory Road, zu der Garry Tallent und Bill Chinnock gehörten.
Im August kam als zweiter Leadsänger-/Gitarrist Robbin Thompson in die Band. Thompson war zuvor Leadsänger von Mercy Flight, einer Band aus Richmond, die regelmäßig Vorgruppe von Steel Mill war. Sein erster Auftritt mit Steel Mill war am 29. August auf dem 3rd Annual Nashville Music Festival, das von WMCA, einem New Yorker Radiosender, gesponsert wurde. Steel Mill waren eine von etwa 20 Bands. Headliner waren Roy Orbison, Brian Hyland, Ronnie Milsap, Bobby Bloom, Ballin’ Jack, Ten Wheel Drive und The Illusion. Steel Mill waren nur eine von wenigen Bands ohne Plattenvertrag – einige College-Studenten mit Beziehungen zum Organisationskomitee des Festivals hatten Steel Mill zuvor in Richmond gesehen und verhalfen der Band zu dem Auftritt.
Am 11. September spielten sie eine weitere Show im Clearwater Swim Club. Unter den Vorgruppen war eine örtliche Folk-Sängerin, Jeannie Clark, deren Band aus Steven Van Zandt, Garry Tallent und Southside Johnny bestand. Dem Line Up von Steel Mill gehörte bei dieser Show als Gast der Schlagzeuger Dave Hazelett (Hazelett wurde später im Lied 4th Of July, Asbury Park (Sandy) als „Hazy Davy“ verewigt) von Mercy Flight an. Lopez war zuvor bei einer Razzia in seinem Haus inhaftiert worden. Er sollte wegen Drogenhandels angeklagt werden, da bei ihm eine größere Menge Drogen gefunden worden war. Er hatte sich offenbar mit der falschen Frau eingelassen. Das Konzert sollte als Benefiz-Veranstaltung stattfinden, vom Erlös sollten die Anwaltskosten für Lopez bezahlt werden.
Polizisten kamen auf die Bühne, um den Auftritt zu beenden, nachdem Versuche, den Strom abzuschalten, gescheitert waren. Es kam zu Protesten und Danny Federici soll Teile des Sound-Equipments auf die Polizisten vor der Bühne geworfen haben, bevor er es schaffte, in der Menge zu verschwinden, als Unruhen zwischen den Festivalbesuchern und der Polizei ausbrachen. Federici entkam seiner Festnahme und erhielt den Namen „Phantom“, den er behielt.
Am 11. Oktober waren sie Vorgruppe von Ike & Tina Turner im The Mosque in Richmond und am 27. November spielten sie mit Kaktus und Black Sabbath im Sunshine Inn in Asbury Park. Steel Mill spielten ihre letzte Show am 23. Januar 1971 im Upstage, nachdem Springsteen Ende 1970 den anderen Mitgliedern erklärt hatte, die Band auflösen zu wollen. In den frühen 1970er Jahren spielten Springsteen, Lopez, Federici und Van Zandt in mehreren kurzlebigen Bands, die ihre Ursprünge im Upstage hatten. Dazu zählten Bruce Springsteen & The Friendly Enemies, The Sundance Blues Band, Dr. Zoom & The Sonic Boom (als die sie einmal eine Show der Allman Brothers Band im Sunshine Inn in Asbury Park eröffneten) sowie der Bruce Springsteen Band. Die Bruce Springsteen Band kann als Vorgänger der E Street Band gesehen werden.

### Steel Mill Retro
Seit 2004 führt Vini Lopez die Steel Mill Retro, eine Band, die Lieder von Bruce Springsteen aus der Steel-Mill-Ära gespielt und aufgenommen hat. Lopez war ein Veteran zahlreicher Jersey-Shore-Bands, von denen einige auch Lieder von Steel Mill in ihren Setlists hatten. 1989 spielte Lopez mit Live Bait, der Band der Singer/Songwriterin Laura Crisci. Neben Crsici-Songs spielte die Band auch zwei Lieder, Goin’ Back to Georgia und Cowboys of the Sea, die von der Bruce Springsteen Band gespielt wurden. Ihre Setlist enthält das Lied Whatever Happened to Asbury Park? von Steve Clark. Lopez hatte in den 1990ern seine eigene Kneipen-Band Maddog & The Disco Rejects, Mitglieder waren John Luraschi (Bass) und Ricky DeSarno (Gitarre). Die Band spielte auch frühe Springsteen-Songs. 2002 spielte Lopez bei Cold Blast And Steel mit Luraschi und DeSarno. Aus dieser Band entstand schließlich Steel Mill Retro. 2007 veröffentlichten sie The Dead Sea Chronicles, ein Album mit Liedern aus der Steel-Mill-Ära. Im September 2008 spielten Steel Mill Retro bei einer Springsteen Fan Convention in Rotterdam, die vom niederländischen Fan-Club Roulette organisiert wurde. Sie wurden bei der Convention von Carl „Tinker“ West, dem ursprünglichen Manager von Steel Mill, begleitet. Das aktuelle Line-Up der Band besteht aus Lopez, Steve Lusardi und Adam Glenn (Keyboard), Ed Piersanti (Bass) und John Galella (Gitarre).

## Diskografie
Steel Mill haben nie einen offiziellen Tonträger veröffentlicht, aber es existieren Bootlegs aus der Zeit. Robbin Thompson wie auch Vini Lopez nahmen später ursprüngliche Steel-Mill-Lieder auf.
Robbin Thompson
- He’s Guilty (Send That Boy To Jail) – aufgenommen als Guilty für das Album Better Late Then Never (1985). Er ist auch auf The Vinyl Years von Thompson aus dem Jahr 2002 enthalten, auch auf One Step Up / Two Steps Back: The Songs of Bruce Springsteen (1997) war er enthalten.

- The Train Song – Auf dem Album One Step Ahead of the Blues (2007)

Steel Mill Retro
- The Dead Sea Chronicles (2007), Mega International Records
- All Man The Guns for America (2009), Mega International Records